# 서울미동초등학교
서울미동초등학교는 대한민국 서울특별시 서대문구 미근동에 있는 공립 초등학교이다. 학교가 위치한 미근동은 조선 후기 한성부 반송방 노첨정계 미동(尾洞), 수근전계 근동(芹洞)에 해당하며 1914년 합동되었다.

## 학교 연혁
- 1896년 5월 1일 한성부공립소학교 개교
- 1906년 9월 19일 공립한성보통학교로 개칭
- 1907년 1월 1일 관립경교보통학교로 개칭 및 공립에서 관립으로 변경
- 1908년 4월 14일 관립미동보통학교로 개칭
- 1911년 11월 1일 미동공립보통학교(4년제)로 개칭 및 개편
- 1938년 4월 1일 경성미동공립심상소학교로 개칭[2]
- 1941년 4월 1일 경성미동공립국민학교로 개칭[3]
- 1946년 4월 1일 서울미동국민학교로 개칭
- 1996년 3월 1일 서울미동초등학교로 개칭[4]
- 1998년 11월 18일 교사 재건축 준공
- 1999년 4월 19일 엘리자베스 2세 영국 여왕 방문[5]
- 2001년 3월 28일 우크라이나 대통령 영부인 쿠츠마류드빌라 미콜라이브나(Кучма Людмила Миколаївна) 방문
- 2001년 5월 26일 중국 리펑(李鵬) 전인대 상무위원장 부인 주린(朱琳) 본교 방문
- 2003년 9월 30일 교사휴게실 준공
- 2004년 2월 10일 과학실 리모델링
- 2004년 8월 16일 컴퓨터실 리모델링(컴퓨터 43대 교체, 시설현대화)
- 2004년 9월 1일 에듀케어실 개관
- 2004년 9월 13일 도서실 리모델링
- 2005년 11월 10일 CD타워 설치
- 2005년 11월 15일 학습자료실 개관
- 2006년 9월 28일 공정택 서울시교육감 본교 방문
- 2006년 11월 28일 오세훈 서울시장 본교 방문[6][7]
- 2006년 11월 30일 학교 공원화사업 완료
- 2007년 2월 2일 책 읽는 정원 설치
- 2007년 4월 6일 꿈의 미술실 개관
- 2007년 10월 31일 미나리골 대축제 개최
- 2008년 8월 20일 방송실 리모델링 및 시설 정비 완료, 상담실 리모델링
- 2008년 8월 25일 체육관 냉난방공사 완료, 급식실 탁자교체 및 시설 정비
- 2009년 8월 5일 신축 교실(4실) 준공
- 2009년 8월 20일 컴퓨터실 리모델링
- 2010년 5월 6일 영어전용교실 개관
- 2010년 12월 8일 학교 담장(운동장 쪽) 벽화 그리기 완성
- 2011년 5월 25일 과학실 리모델링
- 2012년 9월 10일 (사) 한국경제교육협회와 자매결연 협약 체결
- 2012년 10월 12일 함양 위림초등학교와 자매결연 협약 체결
- 2013년 10월 28일 중국 칭다오시 실험소학교와 MOU체결
- 2013년 11월 27일 중앙대학교와 MOU체결
- 2014년 12월 4일 태권도원과 MOU체결
- 2015년 4월 20일 중국 스자좡시 금유림 외국어학교와 MOU체결
- 2015년 5월 15일 한국-유네스코학교 네트워크 가입
- 2015년 10월 26일 장애인 편의시설 엘리베이터 설치 완료
- 2016년 1월 8일 중국 조양사범학교 부속소학교와 MOU체결
- 2016년 1월 22일 열린교실, 체육관 리모델링 및 교실 도색, 출입문 개선공사
- 2016년 2월 5일 제108회 졸업식(127명, 누계 47670명)
- 2016년 10월 9일 본관 및 별관 화장실 전면개선공사 완료
- 2016년 12월 5일 실과실습실 리모델링 공사 완료
- 2016년 12월 9일 방송실 HD영상방송 및 체육관 방송장비 교체 완료
- 2016년 12월 13일 200만 화소 CCTV 설치공사 완료
- 2017년 2월 17일 제109회 졸업식(113명, 누계 47783명)
- 2017년 5월 18일 미동갤러리 & 카페 설치공사 완료
- 2017년 7월 28일 미술실 리모델링공사 완료
- 2018년 1월 24일 시청각실 '나눔마당' 개관
- 2018년 2월 13일 제110회 졸업식(100명, 누계 47883명)
- 2018년 5월 17일 보건실 및 회의실 준공
- 2019년 2월 15일 제111회 졸업식(97명, 누계 47980명)
- 2019년 4월 18일 한미 청소년 교류재단 본교 방문
- 2019년 4월 19일 국민연금공단 서울북부지역본부와 업무협약 체결[8][9]
- 2019년 10월 2일 역사관 재정비 개관식
- 2019년 11월 18일 미국 페어팩스교육청 교육행정가 본교 방문
- 2020년 2월 11일 제112회 졸업식(86명, 누계 48066명)

## 학교 상징
- 교화(校花) - 장미 : 아름다운 마음을 갖고 서로 돕고 사랑하자.
- 교목(校木) - 향나무 : 항상 푸른 정기와 강인한 의지로 씩씩하게 자라자.

## 참고 자료
- 서울미동초등학교 - 한국교육학술정보원 학교알리미